# Associazione Calcio Belluno 1947-1948
Questa voce raccoglie le informazioni riguardanti l'Associazione Calcio Belluno nelle competizioni ufficiali della stagione 1947-1948.

## Rosa
| N. |                   | Ruolo | Calciatore         |
| -- | ----------------- | ----- | ------------------ |
|    | Italia (bandiera) | C     | Umberto Menti      |
|    | Italia (bandiera) | D     | Rodolfo Picucci    |
|    | Italia (bandiera) | D     | Umberto Catello    |
|    | Italia (bandiera) | ?     | Ravazzolo          |
|    | Italia (bandiera) | D     | Giambattista Masut |
|    | Italia (bandiera) | P     | Marco D'Incà       |
|    | Italia (bandiera) | D     | Luigi Da Gioz      |
|    | Italia (bandiera) | C     | Girolamo Lovato    |
|    | Italia (bandiera) | ?     | Cappello           |
|    | Italia (bandiera) | C     | Mario Fiabane      |
|    | Italia (bandiera) | ?     | De Toffoli         |
|    | Italia (bandiera) | ?     | De Vettori         |

| N. |                   | Ruolo | Calciatore           |
| -- | ----------------- | ----- | -------------------- |
|    | Italia (bandiera) | ?     | Brentel              |
|    | Italia (bandiera) | ?     | Angelo Fornasier     |
|    | Italia (bandiera) | C     | Corrado Feltrin      |
|    | Italia (bandiera) | ?     | Virgilio Damian      |
|    | Italia (bandiera) | C     | Gino Pellegrinet     |
|    | Italia (bandiera) | A     | Francesco Sommavilla |
|    | Italia (bandiera) | A     | Corrado Salvador     |
|    | Italia (bandiera) | A     | Luciano Piazza       |
|    | Italia (bandiera) | ?     | Pozzi                |
|    | Italia (bandiera) | ?     | Bristot              |